# Curcubeu, Prahova
Curcubeu este un sat în comuna Balta Doamnei din județul Prahova, Muntenia, România.